# Juncos Hollinger Racing
Juncos Hollinger Racing, anteriormente denominada Juncos Racing, é uma equipe estadunidense de automobilismo que compete na IndyCar Series, Indy NXT e Campeonato USF Pro 2000 no Road to Indy, principais divisões de acesso para a IndyCar, além do IMSA SportsCar Championship. Pertence ao ex-piloto Ricardo Juncos, que formou a equipe em 1997 e, era inicialmente sediada na Argentina, mas devido a limitação de oportunidades de corridas nesse país, levou a equipe a se deslocar para os Estados Unidos. A Juncos está atualmente baseada em Indianápolis, Indiana. Após a entrada do acionista Brad Hollinger como parceiro na equipe em 2021, ela foi renomeada para "Juncos Hollinger Racing".

## Desempenho na IndyCar
Em 2017, comprou o espólio da KV Racing Technology, que havia encerrado suas atividades, e inscreveu-se para as 500 Milhas de Indianápolis, tendo como pilotos o norte-americano Spencer Pigot (emprestado pela Carpenter) e o colombiano Sebastián Saavedra, que voltava a correr na Indy após fazer 5 provas pela Chip Ganassi em 2015. A dupla teve desempenho razoável na corrida: Pigot terminou em 18º lugar e Saavedra, 15º.
A equipe inscreveu-se para 12 corridas para a temporada 2018, tendo como pilotos o austríaco René Binder (6 provas), o norte-americano Kyle Kaiser (corridas em circuitos ovais) e o mexicano Alfonso Celis Jr., que disputou os GPs de Road America e Portland. Com dois 16ºs lugares como melhor resultado, a Juncos obteve 129 pontos na classificação geral.
No ano seguinte, disputou apenas 2 corridas: o GP de St. Petersburg e as 500 Milhas de Indianápolis - nesta última, Kyle Kaiser surpreendeu ao eliminar o espanhol Fernando Alonso (McLaren Racing) no Bump Day, e comparou a vaga no grid a uma pole-position. Com a classificação, a Juncos obteve 2 patrocínios: a 250ok (empresa voltada a uma plataforma de e-mails) e o River Plate (Ricardo Juncos é torcedor da equipe) Porém, um acidente na volta 73 encerrou a corrida de Kaiser e da Juncos, que não voltou a disputar a temporada
O time pretendia disputar sua primeira temporada completa na Indy em 2020, mas a pandemia de COVID-19 atrapalhou os planos, e em maio de 2021, seu fundador manifestou interesse em voltar à categoria.
Em agosto, foi anunciada a volta da Juncos à Indy para as últimas 3 etapas da temporada (visando disputar o campeonato completo em 2022), em parceria com Brad Hollinger (ex-acionista da Williams), que emprestou seu sobrenome à equipe, que passa a se chamar Juncos Hollinger Racing. Especulou-se que Kyle Kaiser (que havia feito os testes em Sebring) pilotaria novamente pelo time, mas o britânico Callum Ilott, piloto reserva da Alfa Romeo e vice-campeão da Fórmula 2 em 2020, foi escalado como piloto do Dallara-Chevrolet #77. Inicialmente, ele disputaria apenas a etapa de Portland, mas o vínculo foi ampliado até o GP de Long Beach.
Em 2022, a Juncos teve seu melhor desempenho na IndyCar, obtendo 71 pontos - destaque para o oitavo lugar de Ilott no GP de Indianápolis e o nono em Portland, quando o brit}anico chegou a liderar uma volta. Em setembro do mesmo ano, o time anunciou que passaria a competir com 2 carros
Para a temporada 2023, a equipe manteve Ilott e surpreendeu ao contratar o argentino Agustín Canapino, que havia feito carreira nos campeonatos de turismo em seu país, sendo inscrito com o #78.

## Pilotos

### IndyCar
- René Binder (2018)
- Sebastián Saavedra (2017)
- Spencer Pigot (2017)
- Kyle Kaiser (2018–2019)
- Alfonso Celis Jr. (2018)
- Callum Ilott (2021–)
- Agustín Canapino (2023–)

### Indy Lights
- Nicolas Dapero (2017)
- João Victor Horto (2018)
- Victor Franzoni (2018)
- Dalton Kellett (2019)
- Zachary Claman DeMelo (2016)
- Chase Austin (2012)
- Spencer Pigot (2015)
- Kyle Kaiser (2015–2017)
- Sting Ray Robb (2021–2022)
- Heamin Choi (2018)
- Alfonso Celis Jr. (2018)
- Rinus VeeKay (2019)
- Toby Sowery (2021)
- Bruno Palli (2012)
- Rasmus Lindh (2021)
- Matteo Nannini (2023–)
- Reece Gold (2023–)

### Indy Pro 2000
- Kyffin Simpson (2021–)
- Sting Ray Robb (2019–2020)
- Reece Gold (2021–2022)
- Manuel Sulaimán (2021)
- Artem Petrov (2020)
- Rasmus Lindh (2019)
- Enaam Ahmed (2021–2022)

### Pro Mazda Championship (2009–2018)
- Julia Ballario (2013–2014)
- Nicolas Dapero (2016)
- Jake Parsons (2016)
- João Victor Horto (2011)
- Victor Franzoni (2017)
- Garett Grist (2015–2016)
- Martin Scuncio (2010–2012)
- Tatiana Calderón (2010–2011)
- Conor Daly (2010)
- Sean Burstyn (2010)
- Rusty Mitchell (2010)
- Hayden Duerson (2010)
- Gustavo Menezes (2011)
- Scott Anderson (2013)
- Spencer Pigot (2014)
- Kyle Kaiser (2014)
- Will Owen (2015–2016)
- Jeff Green (2017)
- Robert Megennis (2018)
- Timothe Buret (2015)
- Peter Dempsey (2009)
- José Gutiérrez (2013–2015)
- Rinus VeeKay (2018)
- Bruno Palli (2012)
- Diego Ferreira (2012–2013)